# تقارن در بلور
تقارن در علم بلورشناسی  عبارت است از تکرار و انطباق اجزای نظیر در یک کریستال بر روی یک‌دیگر.این عمل باعث تکرار و انطباق موتیف‌های تقارن می‌گردد.
انواع تقارن در بلور عبارت است از:
- تقارن نوع اول

1. تقارن دورانی
2. تقارن انعکاسی آینه‌ای(سطحی)
3. تقارن انعکاسی مرکزی

- تقارن نوع دوم:

1. تقارن دروانی و انعکاسی مرکزی (معکوس)
2. تقارزن دورانی و انعکاسی آینه‌ای

## تقارن نوع اول

### تقارن دورانی
منظور از محور دوران محوری فرضی است که از مرکز کریستال گذشته و موتیف‌های تقارن کریستال پس از دوران زاویه‌ای معین چندین بار پیاپی تکرار می‌گردند.
اگر a زاویه‌ای باشد که هر کریستال بر اثر دوران حول محورش طی می‌کند تا به حالت مشابه قبلی خود برسد آنگاه برحسب میزان a براساس اینکه در هر گردش ۳۶۰ چند بار این زاویه گنجانده شده محورهای درجه یک،۲و...خواهیم داشت.
به این نوع تقارن تقارن نوع اول می‌گویند.
در بلورها محورهای درجه پنج و درجه ۶ به بالا وجود ندارد.چرا که نمی‌توان سطحی را با پنج ظلعی مفروش کرد و قسمت‌هایی خالی می‌ماند

### تقارن انعکاسی آینه‌ای (سطحی)
عمل سطح تقارن مانندیک آینه مسطح منعکس کردن موتیف‌های تقارن می‌باشد.به عبارت دیگر سطح تقارن هر شکلی را به دوبخش هم‌شکل و مساوی تقسیم می‌کند.
تعداد سطوح تقارن در بلورها متفاوت بوده و در برخی از آنها حتی به نه عدد هم می‌رسد.
محورهای درجه سه و بالاتر را محورهای اصلی نامیده و سطوح تقارن عمود بر آنها را نیز سطوح تقارن اصلی می‌نامند.

### تقارن انعکاسی مرکزی(مرکز تقارن)
هرگاه نقاط مختلف جزئی از بلوری را به مرکز آن وصل نموده و به اندازه خود امتداد دهیم در صورتی که به نقطه مشابهی برسیم این بلور دارای مرکز تقارن یا تقارن انعکاسی مرکزی است.

## تقارن نوع دوم
در تقارن نوع دوم تاثیر تقارن دورانی با اعمال تقارن انعکاسی سطحی یا مرکزی ترکیب شده‌است.